# 錢卡山
10°32′40″S 76°52′50″W / 10.54444°S 76.88056°W
錢卡山（Chhanka），是秘魯的山峰，位於該國中南部利馬大區，由卡哈坦博省的卡哈坦博區負責管轄，屬於安地斯山脈的一部分，海拔高度5,050米。